# Becher Suthbach
Der Becher Suthbach ist ein etwa fünf Kilometer langer, nördlicher und rechter Nebenfluss der Bröl im Gebiet der Gemeinden Wiehl, Nümbrecht und Much.

## Verlauf
Der Becher Suthbach entspringt als  Hausiefen  im Oberbergischen Land. Die Quelle liegt südwestlich der Ortschaft Drabenderhöhe, einem Ortsteil der Gemeinde Wiehl auf etwa 293 m Höhe.
Der Hausiefen fließt zunächst Richtung Süden. Etwa einen Kilometer südlich von Drabenderhöhe nimmt er von links den Betzruder Siefen, einen meist trockenen Wasserlauf auf und ändert den Namen, ab hier heißt das Fließgewässer Becher Suthbach. Der Becher Suthbach fließt weiter in südliche Richtung, nimmt von beiden Seiten weitere Zuflüsse auf und mündet bei Much-Herfterath in die Bröl auf etwa 180 m Höhe in den dort von Osten kommenden Sieg-Zufluss Bröl. Auf seinem Weg bildet der Bach zunächst die Grenze zwischen Much und Wiehl, später zwischen Much und Nümbrecht. Der Becher Suthbach passiert die Ortschaften Hündekausen, Oberbech und Niederbech.

## Einzugsgebiet und Zuflüsse
Das Einzugsgebiet des Becher Suthbachs ist 10,242 km² groß und entwässert über Bröl, Sieg, und Rhein in die Nordsee.
| Stat. in km | Name            | GKZ      | Lage   | Länge in km | EZG in km² |
| ----------- | --------------- | -------- | ------ | ----------- | ---------- |
| 003,40      | Fuchssiefen     | 27264-12 | rechts | 000,7950    | 0000,4200  |
| 002,80      | Fuchslochsiefen | 27264-14 | links0 | 000,8990    | 0000,7880  |
| 002,50      | Höllensiefen    | 27264-16 | rechts | 001,0820    | 0000,4260  |
| 001,30      | Schwarzensiefen | 27264-18 | rechts | 000,9960    | 0000,6040  |
| 000,90      | Staffelbach     | 27264-20 | links0 | 004,4390    | 0004,5680  |